# Csák
Csák, ortografiat și Csáki, Csáky și Csaki, a fost o familie de viță nobilă din Transilvania, având un rol important în istoria Transilvaniei. Printre cei mai importanți membri au fost voievozii Matei Csák al II-lea, Ugrinus Csák, Nicolae Csák și Ladislau al IV-lea Csák și canonicul Mihail Csák (zis Valahul).
 Acest articol despre un subiect legat de  istoria României este deocamdată un ciot. Puteți ajuta Wikipedia prin completarea sa.